# Nuttmecke (Oester)
Die Nuttmecke ist ein rechter Nebenfluss der Oester auf dem Gebiet der Stadt Attendorn (Kreis Olpe) und der Stadt Plettenberg (Märkischer Kreis) in Nordrhein-Westfalen. 
Der Bach hat seine Quelle östlich von Neuenhof, einem Ortsteil von Attendorn. Von dort fließt er zunächst in nordwestlicher und dann in nordöstlicher Richtung. Er mündet bei Kückelheim, einem Ortsteil von Plettenberg, in die Oester.